# Melicope mindorensis
Melicope mindorensis är en vinruteväxtart som beskrevs av Thomas Gordon Hartley. Melicope mindorensis ingår i släktet Melicope och familjen vinruteväxter. Inga underarter finns listade i Catalogue of Life.